# Sybistroma brevidigitatus
Sybistroma brevidigitatus är en tvåvingeart som först beskrevs av Yang och Saigusa 2001.  Sybistroma brevidigitatus ingår i släktet Sybistroma och familjen styltflugor.
Artens utbredningsområde är Shaanxi (Kina). Inga underarter finns listade i Catalogue of Life.